# Prałatura terytorialna Santiago Apóstol de Huancané
Prałatura terytorialna Santiago Apóstol de Huancané (łac. Praelatura Territorialis Iacobus Apostolus Huancanensis) – rzymskokatolicka prałatura terytorialna ze stolicą w Huancané, w Peru.
W prałaturze służy 14 sióstr zakonnych.

## Historia
3 kwietnia 2019 papież Franciszek erygował prałaturę terytorialną Santiago Apóstol de Huancané. Dotychczas wierni z tych terenów należeli do prałatur terytorialnych Ayaviri oraz Juli.

## Prałaci terytorialni Santiago Apóstol de Huancané
- bp Giovanni Cefai MSSP (3 kwietnia 2019 – nadal)